# Jan Pieterszoon Coenstraat
De Jan Pieterszoon Coenstraat is een straat in Lombok in de wijk West in de Nederlandse stad Utrecht. De straat loopt vanaf de Jan Pieterszoon Coenbrug en de Leidsekade tot de Johannes Camphuysstraat en de Vleutenseweg. De Jan Pieterszoon Coenstraat is ca. 480 meter lang. De straat is vernoemd naar Jan Pieterszoon Coen (1587-1629), die gouverneur-generaal van de VOC was.
Zijstraten van de Jan Pieterszoon Coenstraat zijn de Daendelstraat, Van Diemenstraat, Van Riebeeckstraat (deze kruist de Jan Pieterszoon Coenstraat), Kanaalstraat (deze kruist de Jan Pieterszoon Coenstraat), Van Imhoffstraat (deze kruist de Jan Pieterszoon Coenstraat), 1e Delistraat en de 1e Atjehstraat. Aan de Jan Pieterszoon Coenstraat ligt ook het Molenpark met houtzaagmolen De Ster.
Aan nummer 127/127a is een borstbeeld van Jan Pieterszoon Coen te zien.
Op de hoek van de 1e Atjehstraat en de Jan Pieterszoon Coenstraat 84 staat het geboortehuis van Wim Sonneveld. Zijn vader had hier een kruidenierszaak, die later als reformzaak door Jo Sonneveld werd gerund, een broer van Wim. Er staan ook enkele gemeentelijke monumenten.
Vroeger lag aan de Jan Pieterszoon Coenstraat 60 de rooms-katholieke Bijzondere School voor Lager Onderwijs; nu is dit een gezondheidscentrum, de J.P. Coenhof nummer 200-354.

## Trivia
- De officiële straatnaam die door de gemeente Utrecht gehanteerd wordt is Jan Pieterszoon Coenstraat.[5] Boven het borstbeeld is de naam op de gevel gespeld als Jan Pieterszoon Koen. Het Utrechts Archief vermeldt als officiële straatnaam Jan Pieterszoon Koenstraat.[6]

## Fotogalerij

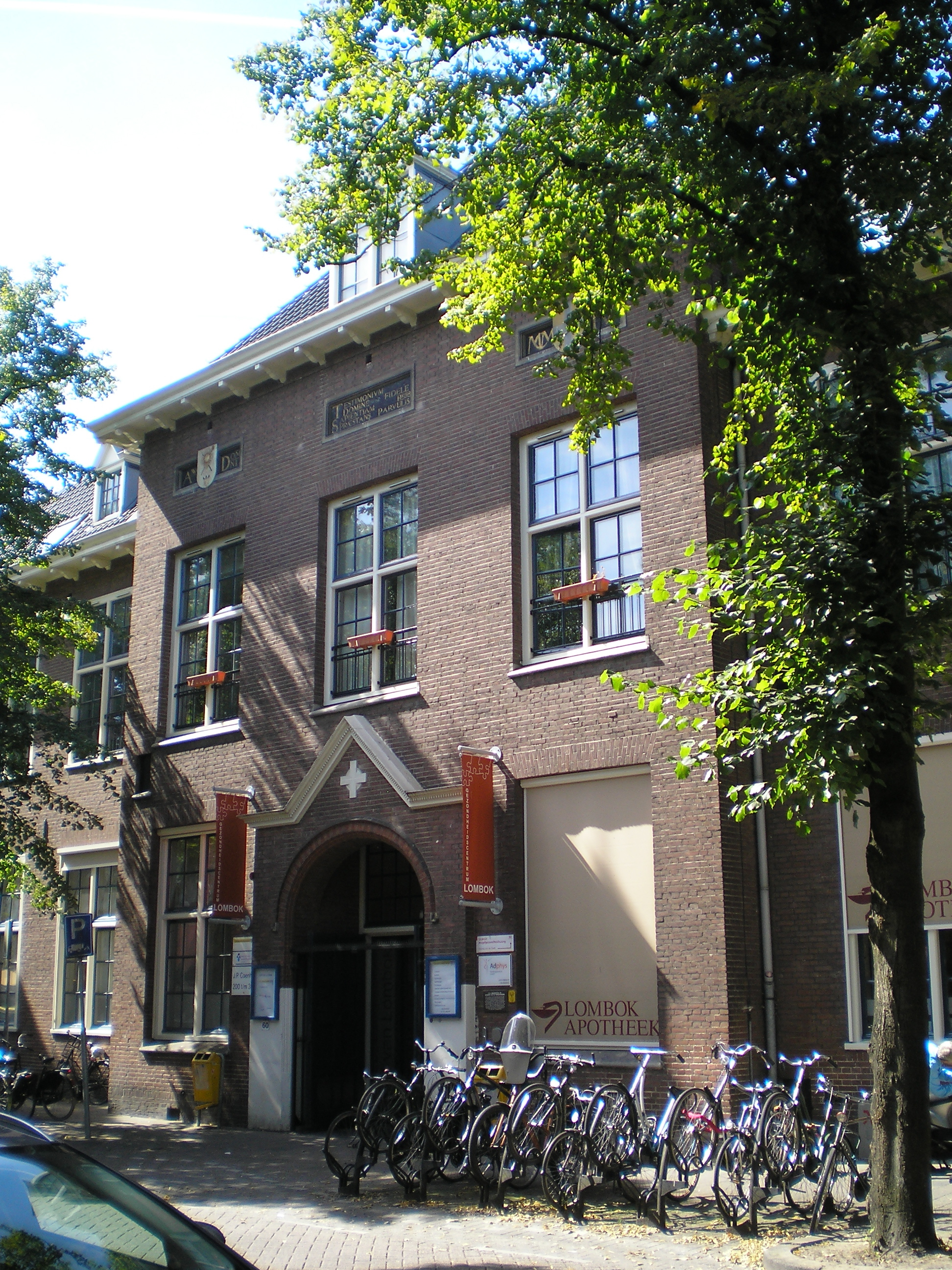
Gezondheidscentrum J.P. Coenhof voormalige R.K. Bijzondere School voor Lager Onderwijs (gemeentelijk monument)
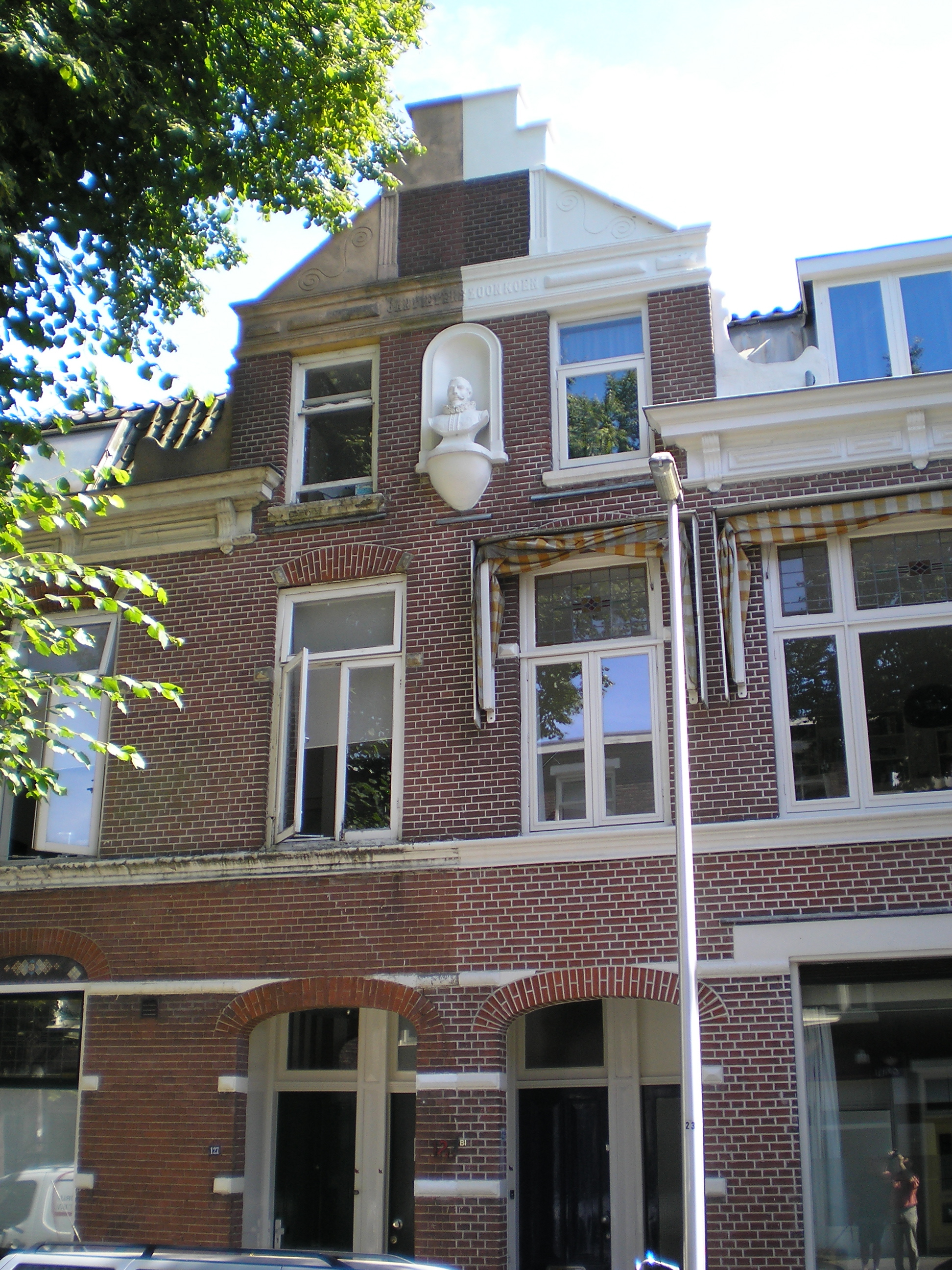
Borstbeeld J.P. Coen aan de Jan Pieterszoon Coenstraat 127-127a (gemeentelijk monument)
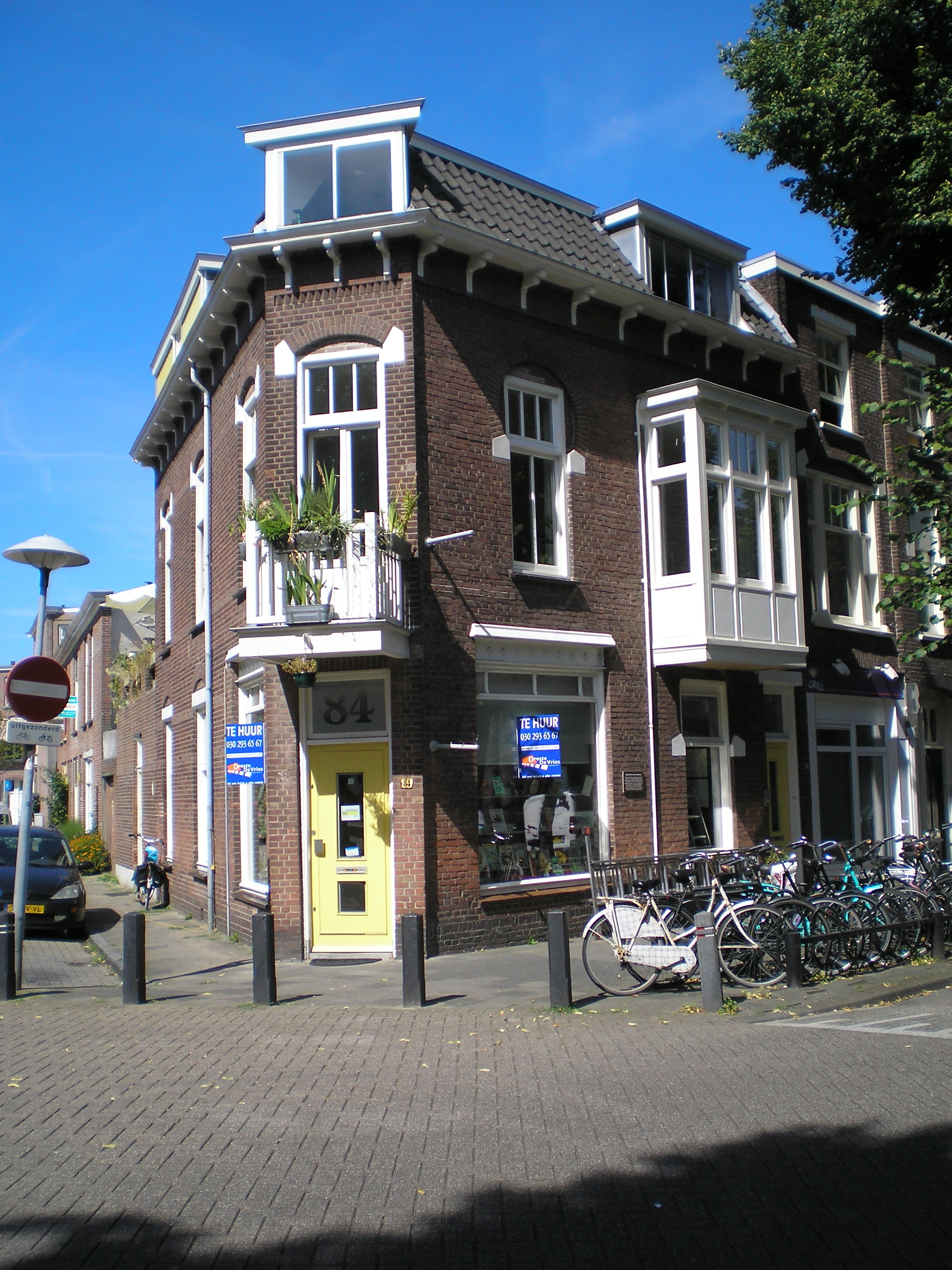
Geboortehuis van Wim Sonneveld aan de Jan Pieterszoon Coenstraat 84
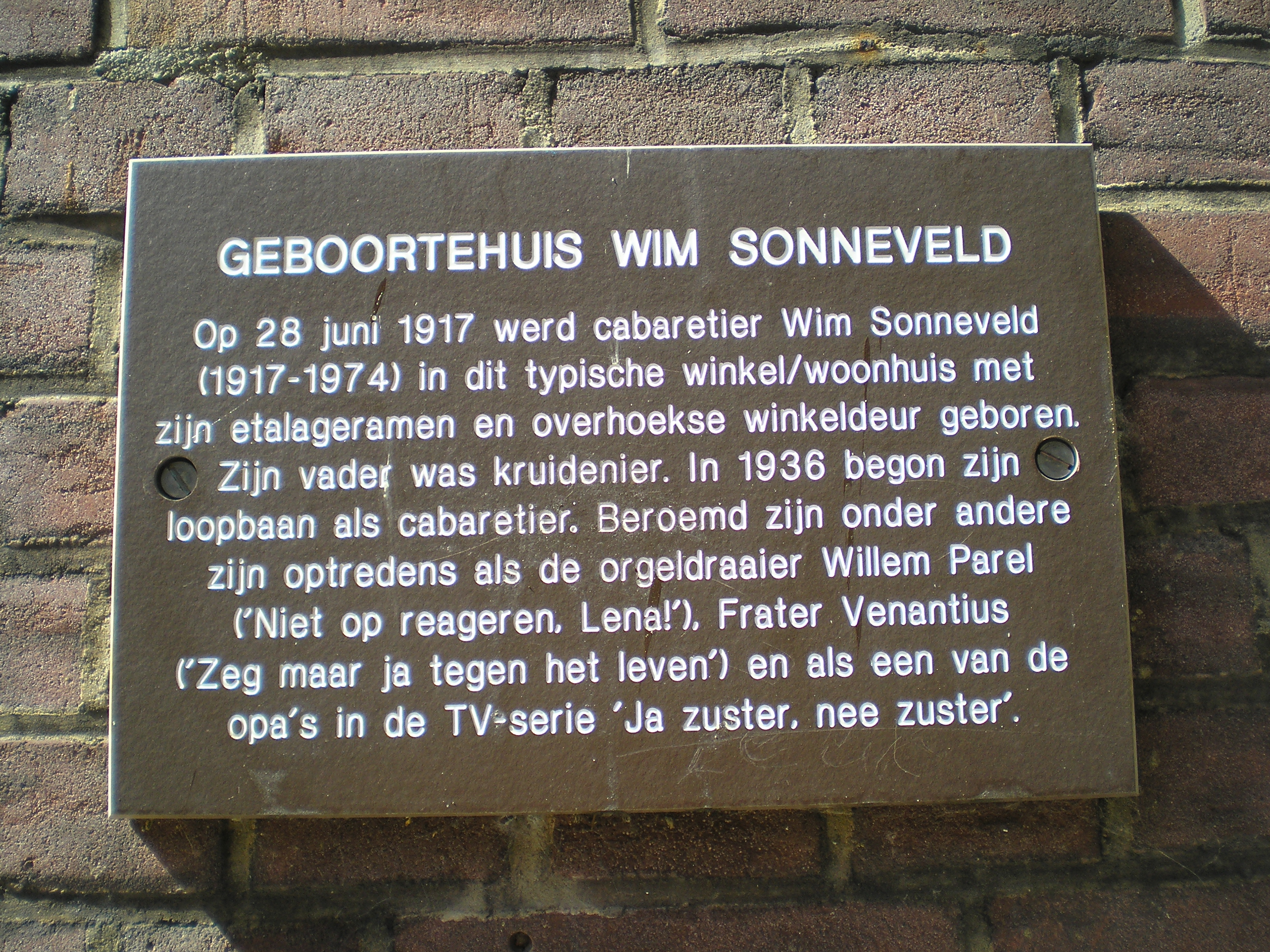
Gedenkplaat aan de Jan Pieterszoon Coenstraat 84, geboortehuis van Wim Sonneveld
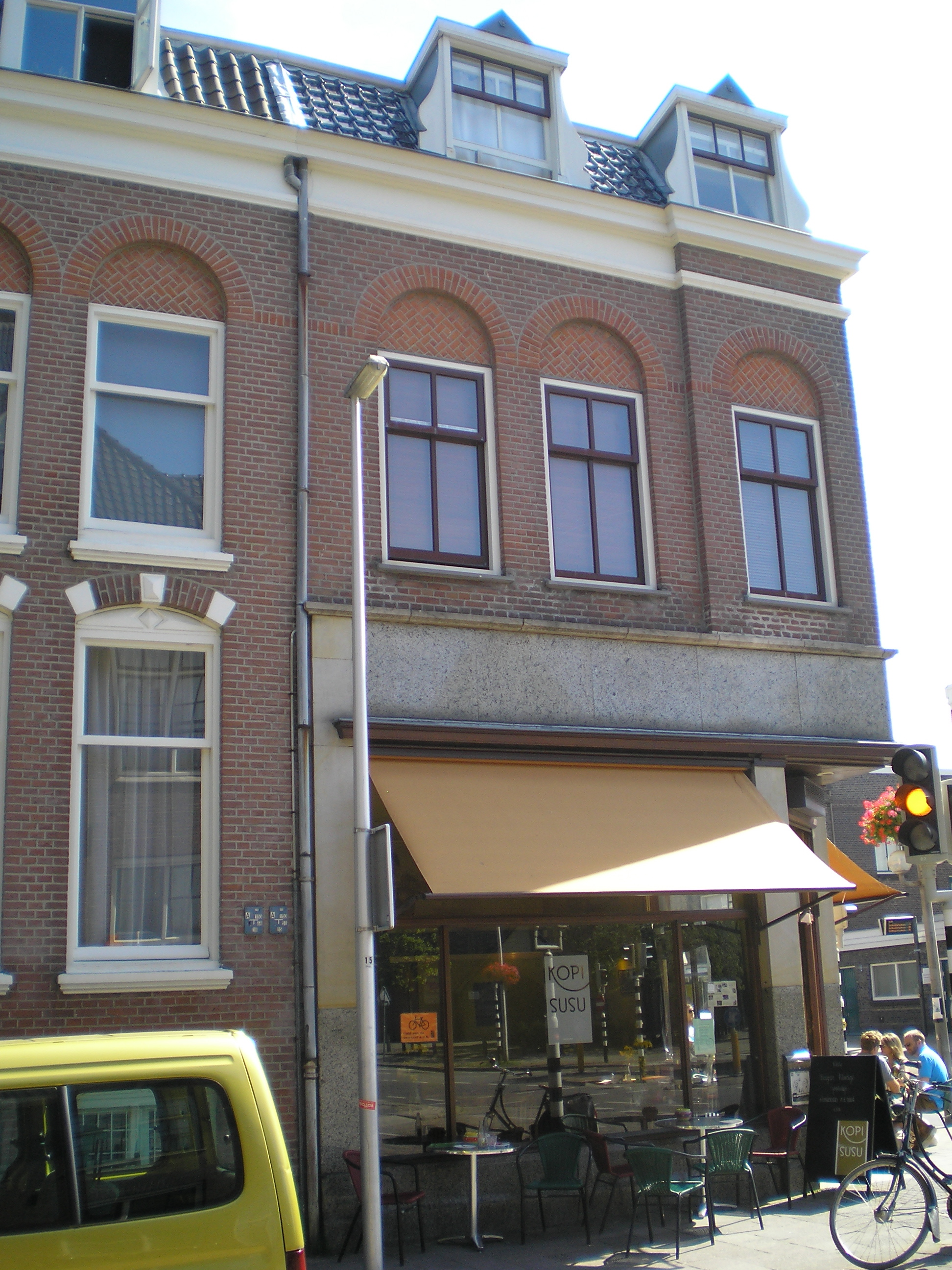
Voormalige De Gruyter aan de Jan Pieterszoon Coenstraat 69
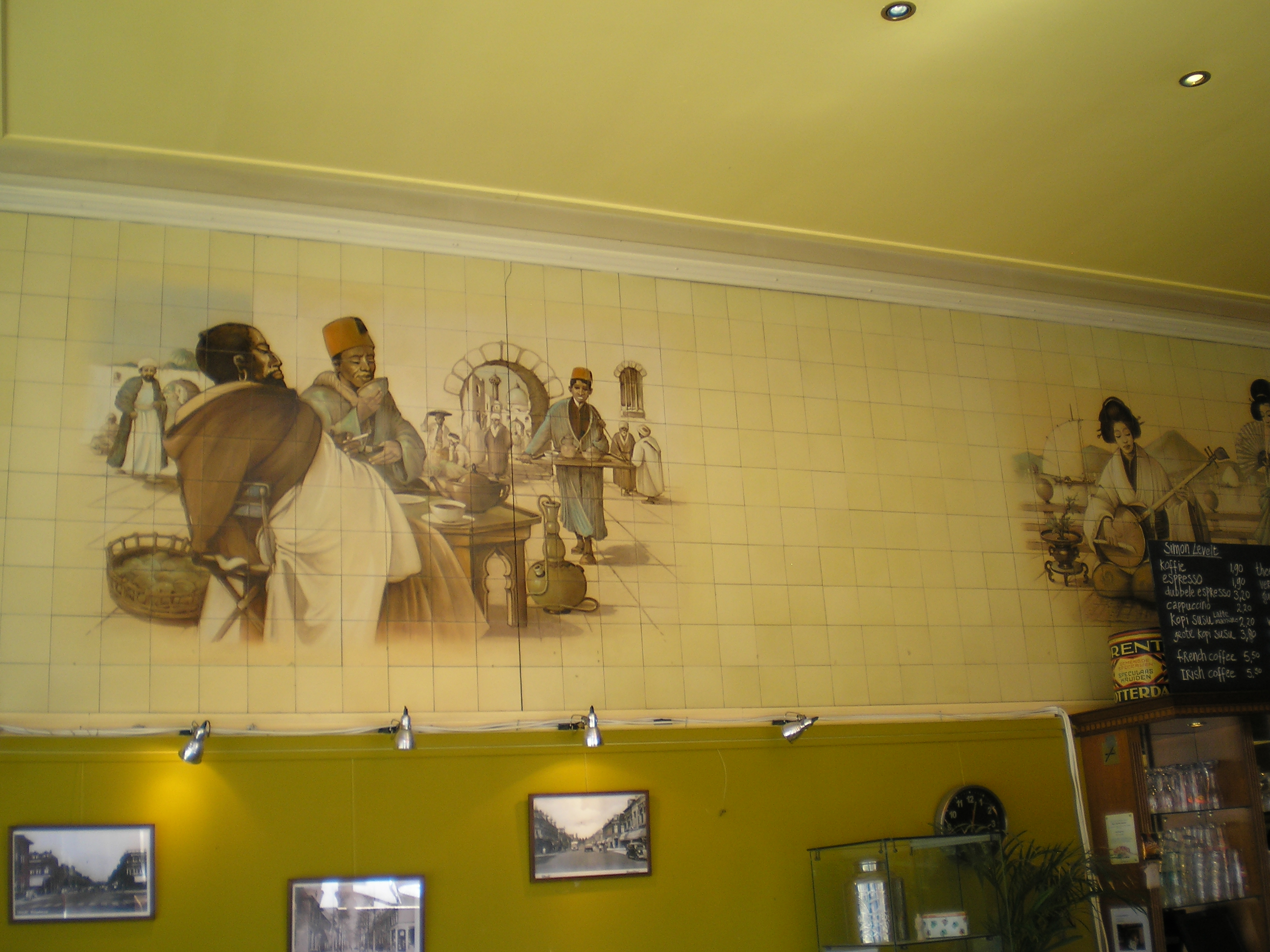
Tegelwand van De Gruyter in het pand aan de Jan Pieterszoon Coenstraat 69
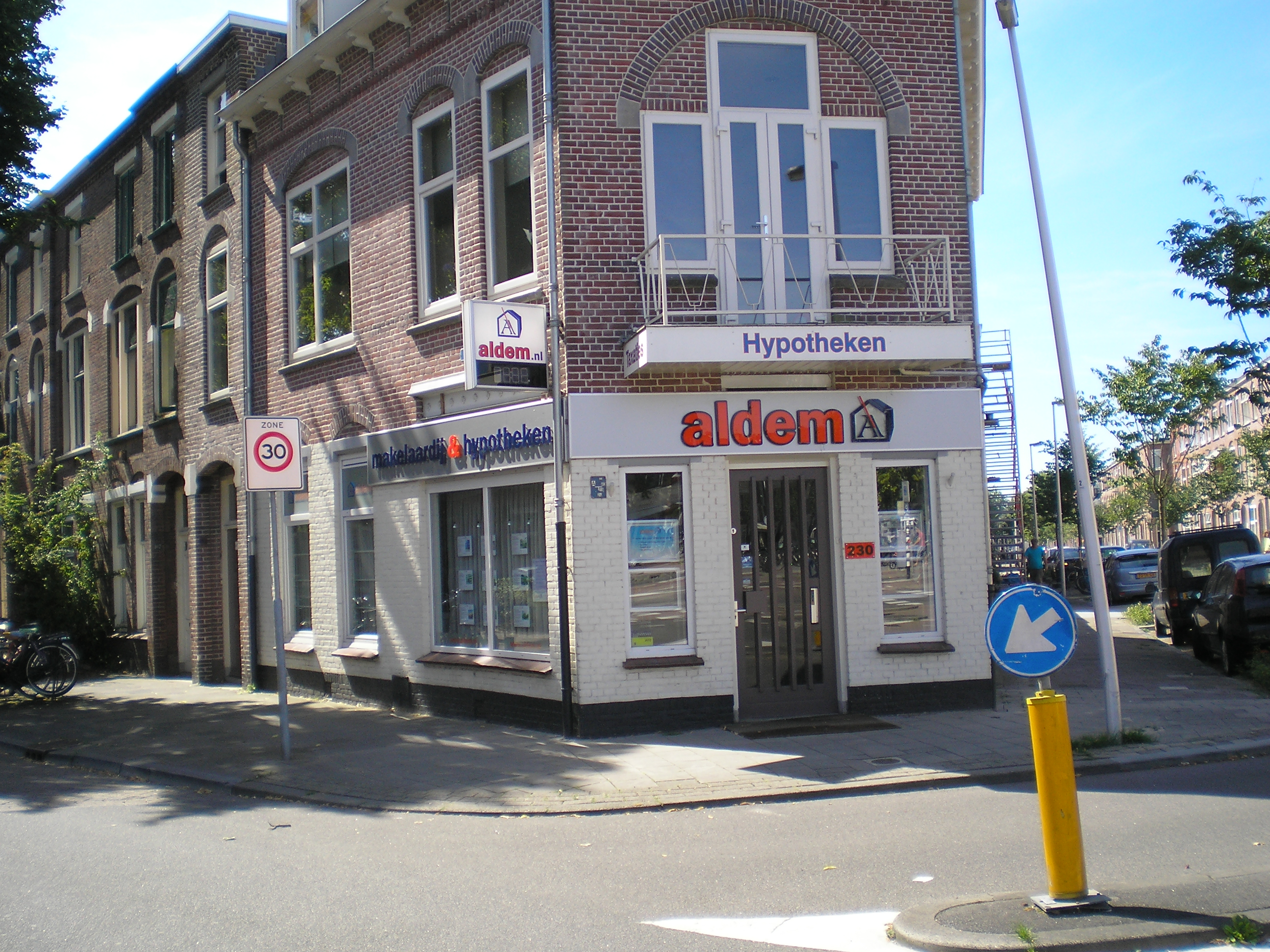
Jan Pieterszoon Coenstraat en rechts de Johannes Camphuysstraat gezien vanaf de Vleutenseweg

Billitonkade ·
Damstraat ·
Jan Pieterszoon Coenstraat ·
Kanaalstraat ·
Leidsekade ·
Westplein